# G.R.L.
G.R.L. är en amerikansk-brittisk-kanadensisk tjejgrupp, bildad 2013 i Los Angeles, Kalifornien av Robin Antin som består av medlemmarna Lauren Bennett, Emmalyn Estrada, Natasha Slayton och Paula van Oppen. Gruppen hade även en femte medlem, Simone Battle. Den 5 september 2014 meddelades det att hon hade avlidit. Till minne av Simone gjordes låten "Lighthouse" som släpptes 2014. 
De medverkar på låten "Wild Wild Love" av Pitbull. 
Den 29 juli 2014 släppte G.R.L. sin EP G.R.L, med bland annat låtarna "Ugly Heart", Vacation och Show me what you got släppt den 3 juni 2014.
Nio månader efter den femte bandmedlemmen Simones död splittrades G.R.L. 
Under augusti 2016 återförenades bandet, men endast med två av originalmedlemmarna: Natasha Slayton och Lauren Bennett. Plus en helt ny medlem, Jazzy Mejia. Tanken är att hon ska ersätta Simone. G.R.L. har även släppt en ny singel i september 2016, "Kiss Myself". 

## Medlemmar
Nuvarande medlemmar
- Lauren Bennett (2012 – )
- Natasha Slayton (2012 – )
- Jazzy Mejia (2016 – )

Tidigare medlemmar
- Simone Battle (2012 – 2014, död 2014)
- Emmalyn Estrada (2012 – 2015)
- Paula van Oppen (2012 – 2015)

## Diskografi
EP
- 2014 – G.R.L.

Singlar
- 2013 – "Vacation"
- 2014 – "Ugly Heart"
- 2014 – "Show Me What You Got"
- 2015 – "Lighthouse"
- 2016 – "Kiss Myself"
- 2017 – "Are We Good"